# 東洛錫安 (英國國會選區)
東洛錫安（英語：East Lothian），英國國會蘇格蘭一郡選區，包括東洛錫安全部。選區設於1983年。
本區當區議員一直為工黨人士。2010年大選前，當時的議員安·匹金被地方黨部取消參選資格，另外推舉菲奧娜·奧唐納。她以44.6%選票勝選。之後則成為工黨與蘇格蘭民族黨輪流佔有的選區。